# Кидарити
Кидаритите (Kidarites, на китайски: Ki-To-Lo) са династия в централноазиатското Кидаритското царство, васал на Кушана през 320 и около 467/477 г. влизат в състава на Ефталитската империя. Византийският историк Приск смята, че те имат връзка с хионитите.

## История
Основател на династията е Кидарас през 320 г. През 360 г. Кидара II прави експанзия, като повежда бактрийската част на хионитите на юг и превзема част от Кушанската империя на тохарите (кит. юэчжи) в Индия.
Кидаритските хуни са противници на сасанидския крал Яздегерд II (упр. 438 – 457) в Персия. През ранния 5 век те са завладяли Гандхара в Северна Индия.
От 457 г. кидаритите се бият с Ефталитите, които са се съюзили със сасанидския крал Пероз I.
Кидаритите се бият и с Пероз, и кидаритският крал Кункас e победен. През 467 г. кидаритите загубват столицата си Балаам (вероятно идентичен с Балх) и са изместени в Хорезм от ефталитите, които заемат земите им. Остатък от царството им в Гандхара се задържа до най-малко 477 г. Кидаритите са владяли известно време също и Согдиана. След това се стига до битки между ефталитите и персите.
Кидаритите са с ненапълно изяснен произход. Някои автори ги свъзват с хунну, други с хуните, а трети ги смятат за клон на малките юеджи. Някои учени смятат, че антропологично кидаритите са били европеиди с известни монголоидни примеси. На някои от запазените изображения на монети, владетелите им, които са без бради, приличат повече на хора с алтайски произход, отколкото с ирански.

## Царе на Кидаритите
- Кидара, вер. 360 – 380
- Саланавира, средата на 5 век
- Винайадития, края на 5 век